# Estación Corte Alto
La estación Corte Alto es una estación de ferrocarril, ubicada en la localidad de Corte Alto, específicamente en la X región, Región de Los Lagos, comuna de Purranque, Chile. Esta estación es parte del Ramal Corte Alto-Los Muermos, que conecta con distintas estaciones en las localidades de Purranque, Frutillar, Fresia y Los Muermos. En la actualidad la terminal ferroviaria se encuentra clausurada para el uso de transporte público.
En la zona sur de Chile existe un desarrollo importante agrícola el cual no pudo seguir progresando por falta de vías de transporte por lo que en 1913 inicia el plan de desarrollar una nueva vía la cual conectaría a Osorno con Puerto Montt.
En 1914 el Gobierno toma la decisión de construir en esta zona un ferrocarril que, partiendo de la estación de Río Negro hasta llegar a la orilla del Río Maullín crearían grandes ventajas para la Región de Los Lagos. Ese mismo año se iniciaron los primeros estudios de ingeniería civil liderados por el ingeniero Carlos de Mahotiere, quien evaluó la viabilidad de la ruta donde se emplazaría la estación. En el año 1921 el ingeniero Abel Munizaga inició el estudio preliminar del ferrocarril que por razones técnicas y económicas se considera como estación central la estación de Corte Alto a cambio de la de Río Negro. La primera línea creada es el ramal Corte Alto-Los Muermos conectando las comunas de Purranque, Frutillar y Los Muermos comenzando a funcionar en septiembre de 1940. La estación de Corte Alto intervino en el desarrollo de la Región de los Lagos a nivel económico transportando productos agrícolas de la zona. En el año 1982 el ramal dejó de operar, aunque hasta el año 1990 aún se registraron algunos recorridos de carga esporádicos.

## Historia

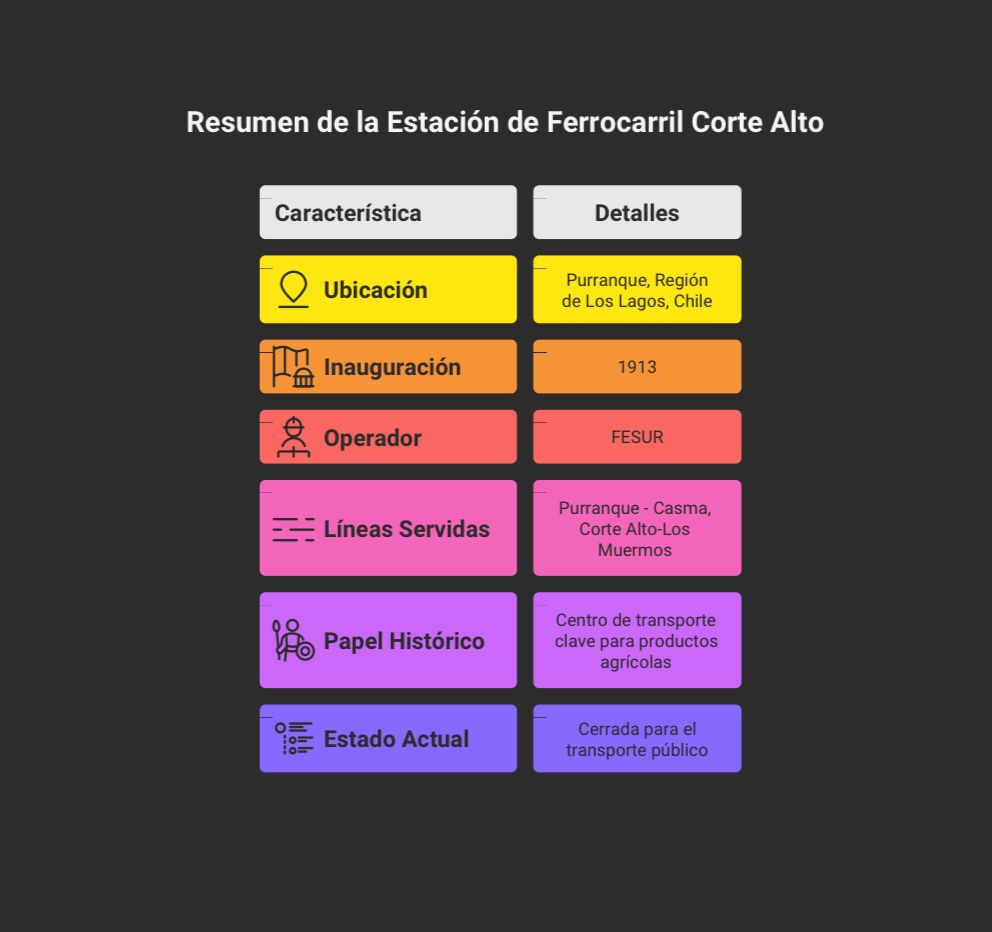
Resumen de la Estación Corte Alto

En 1892, el Estado chileno comenzó la edificación de la estación de trenes de Corte Alto como parte de las políticas de expansión ferroviaria promovidas por el gobierno para conectar áreas agrícolas del sur con los centros urbanos y puertos de exportación. Alrededor de la estación se creó un vecindario ferroviario, formado por residencias para el personal, talleres de mantenimiento, una escuela técnica y un pequeño centro de salud. Los trenes llegaban a las 8 de la mañana, salían a las 2 de la tarde y descargaban carbón y productos durante la noche. Varios relatos locales sugieren que el silbato de la locomotora actuaba como aviso para que los residentes supieran cuándo levantarse o volver a casa 
La expansión de la estación coincidió con la época dorada del ferrocarril chileno, entre 1910 y 1950. En esos años, miles de pasajeros pasaban por Corte Alto cada mes, y se llegó a operar hasta doce servicios diarios, incluidos exprés y nocturnos. Pero ese auge no duró para siempre. Desde los sesenta, la red de carreteras fue creciendo, y las decisiones del gobierno impulsaron el transporte por camión y bus, lo que arrastró a los ferrocarriles a un lento deterioro.

## Recorridos Antiguos y Actuales
Durante las primeras décadas del siglo XX, los recorridos ferroviarios de la estación de Corte Alto formaban parte de una extensa red en la región de Los Lagos. Estos recorridos conectaban localidades como Osorno, Purranque, Río Negro, Frutillar, y Los Muermos, facilitando el transporte de productos agrícolas y forestales, así como el desplazamiento de personas a lo largo de aproximadamente 120 kilómetros de vía férrea activa.
Las principales rutas desde Corte Alto atravesaban variados paisajes del sur de Chile, incluyendo valles agrícolas, zonas boscosas y sectores costeros, lo que permitía conectar centros productivos rurales con puertos y centros urbanos. Desde su inauguración, los trenes que salían de esta estación tenían como destino ciudades como Puerto Montt y Osorno, además de enlaces hacia otras comunas con actividad comercial, contribuyendo así a la integración territorial y al desarrollo económico de la zona.
En la actualidad, el recorrido ferroviario ha reducido su uso debido a la desactivación de muchas rutas en las décadas finales del siglo XX. Sin embargo, Corte Alto aún funciona como estación operativa, aunque con menor frecuencia y centrada principalmente en el transporte de carga, como carbón y productos forestales. Las rutas actuales son limitadas y no están habilitadas para pasajeros. Existen algunas propuestas de recuperación del trazado ferroviario, como parte de políticas regionales de movilidad sostenible, pero hasta la fecha no se han materializado en proyectos concretos.

## Impacto Cultural
La Estación de Corte Alto marcó diferencia en la transformación de la cultura en la zona sur de Chile. Representó la llegada de una nueva era de conectividad, facilitando el acceso a servicios, bienes y nuevas ideas. A nivel local, significó un impulso concreto al desarrollo económico: se instalaron negocios, talleres mecánicos, bodegas y servicios asociados al funcionamiento ferroviario, lo que dinamizó la vida en torno a la estación.
Para la comunidad, la estación fue un punto de inflexión: generó empleo estable para operarios, maquinistas, cargadores y personal técnico, permitiendo a muchas familias mejorar sus condiciones de vida. Además, permitió el intercambio cultural con personas que llegaban desde otras regiones del país, trayendo consigo costumbres, lenguas y productos diversos. Con el paso del tiempo, Corte Alto se consolidó como un punto de encuentro entre lo rural y lo urbano, entre la tradición local y la modernización que traía consigo el ferrocarril.
En el país, la estación se vincula fácilmente con la consolidación de las redes de tren como parte del plan modernizador que la nación se trazó antes de los noventa. El ferrocarril fue clave para unir distancias, hacer el comercio menos complicado y al mismo tiempo alimentar el crecimiento de varias capitales provinciales e incluso de nuevas industrias. Con el tiempo, y sobre todo, tras el empuje del transporte por carretera, la imagen del tren se fue dejando de lado por nuevos y más avanzados medios de transportes como autos, camiones y buses.